# Nicolas Debeaumarché
Nicolas Debeaumarché (* 24. Februar 1998 in Mâcon) ist ein französischer Radrennfahrer, der auf der Straße aktiv ist.

## Sportlicher Werdegang
Nach dem Wechsel in die U23 fuhr Debeaumarché zunächst fünf Jahre auf Vereinsebene für den SCO Dijon-Team Matériel-Velo.com. 2019 gewann er eine Etappe der Tour du Loir-et-Cher, der bisher einzige Sieg seiner Karriere bei einem internationalen Rennen. Erfolgreicher war er bei Rennen des nationalen Kalenders, wo er zahlreiche Siege und weitere Podiumsplatzierungen erringen konnte. 2019 erhielt er die Möglichkeit, als Stagiaire für das UCI WorldTeam Trek-Segafredo zu fahren, jedoch kam im Anschluss kein Vertrag zustande. 2021 wurde er Stagiaire beim französischen UCI Continental Team St. Michel-Auber 93, bei dem er 2022 festes Mitglied wurde. Ein zweiter Etappenrang bei der Tour Alsace 2022 und der vierte Platz bei der Route Adélie 2023 waren die herausragenden Resultate in den zwei Jahren im Team.
Nach seinen Ergebnissen erhielt Debeaumarché zur Saison 2024 einen Vertrag beim UCI WorldTeam Cofidis. Mit dem Giro d’Italia 2024 absolvierte er im selben Jahr seine erste Grand Tour. Bei einem schweren Sturz bei der Polen-Rundfahrt 2024 zog er sich mehrere Wirbelbrüche zu, die einen längeren Ausfall zur Folge hatten.

## Erfolge
2016
- eine Etappe Tour des Portes du Pays d'Othe

2019
- eine Etappe Tour du Loir-et-Cher

## Grand Tour-Platzierungen
| Grand Tour            | 2024 |
| --------------------- | ---- |
| Giro d’ItaliaGiro     | 114  |
| Tour de FranceTour    | –    |
| Vuelta a EspañaVuelta | –    |